# Attentat de la mosquée de Bir al-Abed
L'attentat de la mosquée d’al-Rawdah est une attaque terroriste ayant eu lieu dans une mosquée soufie d’al-Rawdah située à l'ouest d'El-Arish, dans le gouvernorat du Sinaï Nord, en Égypte, le 24 novembre 2017. Il fait au moins 305 morts et une centaine de blessés,,. Il y avait foule à l'occasion de la prière du vendredi.
Il s'agit de l'attentat le plus meurtrier dans l'histoire de l'Égypte, surpassant le bilan du crash du vol 9268 Metrojet en 2015.

## Contexte
Depuis 2015, la branche égyptienne de l’État islamique mène régulièrement des attaques contre les forces de sécurité dans la péninsule du Sinaï, bien que la fréquence et l’ampleur de ces attaques contre les militaires aient diminué au cours de l’année 2017. Les djihadistes se sont tournés vers des cibles civiles, attaquant non seulement des chrétiens et des soufis mais aussi des habitants bédouins du Sinaï accusés de collaborer avec l’armée,.
Daech menace régulièrement les soufis, qu'il accuse de pratiquer la sorcellerie et le polythéisme, puisque les soufis honorent des saints en plus d'Allah,. En décembre 2016, l'émir de la « police islamique » du Sinaï — qui est un organe important au sein de l'organisation de l’État islamique — avait menacé spécifiquement les soufis de la région. Puis il avait fait enlever et décapiter deux d'entre eux, dont le vieux cheikh Soleiman Abou Heraz, une figure soufie locale.
La mosquée al-Rawdah est connue pour accueillir de nombreux soufis, ainsi que des conscrits de l'armée.

## Déroulement des événements
Avant l'attentat, les assaillants auraient encerclé la mosquée Al-Rawdah avec des véhicules tout terrain. Ils auraient ensuite déclenché une bombe qui avait été posée à l'extérieur de la mosquée, avant de tirer eux-mêmes sur les fidèles qui se trouvaient à l'intérieur,,. Ils auraient ensuite bloqué les routes autour de la mosquée en y plaçant des voitures en flammes, afin de les empêcher de partir, et ils auraient tiré sur les personnes qui essayaient de fuir,,. Ils auraient également tiré sur les ambulances lors de leur arrivée.
Une quarantaine d'assaillants aurait participé au massacre.

## Bilan
Au soir du 24 novembre 2017, le bilan était de 235 morts et 109 blessés,. Il s'alourdit ensuite à 305 morts. Il s'agit du pire attentat commis en Égypte, dépassant le crash du vol 9268 Metrojet,.
Les victimes sont surtout des soufis, et il semblerait qu'ils étaient la cible de l'attentat,. Beaucoup de conscrits de l'armée égyptienne fréquentaient également la mosquée, ce qui fait qu'il y a parmi les victimes des civils, des militaires et des policiers.

## Enquête
L'attentat n'est pas revendiqué. Cependant, étant donné les fréquentes menaces de l’État islamique envers les soufis, et de l'activité du groupe terroriste au Sinaï, cette organisation est la principale suspecte,.

## Conséquences
Des raids aériens ont été effectués dès le vendredi soir sur plusieurs zones montagneuses autour de la commune de Bir al-Abed. La réouverture du passage frontalier entre l’Égypte et la bande de Gaza, qui devait avoir lieu le samedi, est repoussée jusqu'à nouvel ordre.

## Réactions

### Nationales
Le président égyptien Abdel Fattah Al-Sissi décrète, le jour même de l'attaque, trois jours de deuil national.
L'Église copte orthodoxe a condamné l'attaque : « Nous prions Dieu pour que l'Égypte soit préservée après cet acte brutal de terrorisme sans précédent ».
Le cheikh Ahmed el-Tayeb, recteur d’Al-Azhar, plus haute autorité de l’islam sunnite en Égypte, lui-même soufi, a condamné « un terrorisme noir et brutal ».

### Internationales
Arabie saoudite : Le roi Salmane a indiqué être « aux côtés de l’Égypte ».
 États-Unis : Le président Donald Trump dénonce sur Twitter « Une attaque terroriste horrible et lâche sur des fidèles innocents (...) Le monde ne peut pas tolérer le terrorisme, nous devons le vaincre militairement et discréditer l'idéologie extrémiste qui constitue la base de son existence ». Puis il ajoute dans un deuxième tweet : «Nous devons être plus forts et plus intelligents que jamais, et nous le serons. Nous avons besoin du mur et du Muslim Ban», faisant référence au mur qu'il souhaite construire à la frontière mexicaine et à son décret anti-immigration bloqué par la justice.
 France : Le président de la République Emmanuel Macron présente ses condoléances aux familles des victimes et aux autorités. Le ministre des Affaires étrangères Jean-Yves Le Drian sur Twitter : « J’apprends avec effroi l’ignoble attentat qui a frappé une mosquée dans le Nord Sinaï, coûtant la vie à plus d’une centaine de fidèles pendant la prière du vendredi. J’adresse mes condoléances aux familles ainsi qu’aux autorités du pays. ». La tour Eiffel est éteinte dans la nuit du 24 au 25 novembre à minuit.
 Ligue arabe : Dans un communiqué, le secrétaire général de la Ligue arabe Ahmed Aboul Gheit a condamné un « crime horrible qui confirme que la vraie religion de l'islam est innocente par rapport à ceux qui épousent l'idéologie terroriste extrémiste ».
 Royaume-Uni : Le secrétaire d’État aux Affaires étrangères britannique, Boris Johnson, s'est dit « profondément attristé par cette odieuse attaque ».